# Tropikhärmtrast
Tropikhärmtrast (Mimus gilvus) är en fågel i familjen härmtrastar inom ordningen tättingar.

## Utseende och läte
Tropikhärmtrasten är silvergrå ovan och vitaktig undertill. Den långa och rundade stjärten är svart med tydlig vit spets. Jämfört med nordhärmtrasten saknar den vita vingfläckar. De varierade lätena och den ljudliga härmande sången är i stort lik nordhärmtrast.

## Utbredning och systematik
Tropikhärmtrasten har ett stort utbredningsområde, från södra Mexiko till Brasilien. Den delas in i tio underarter med följande utbredning:
- gracilis/leucophaeus-gruppen
  - Mimus gilvus gracilis – södra Mexiko (östra Oaxaca) till Guatemala, Honduras, El Salvador och västra Nicaragua
  - Mimus gilvus leucophaeus – tropiska sydöstra Mexico, Cozumel, Isla Mujeres och Belize
- gilvus-gruppen
  - Mimus gilvus antillarum – Martinique, Saint Lucia, Saint Vincent, Grenadinerna och Grenada
  - Mimus gilvus tobagensis – Trinidad och Tobago
  - Mimus gilvus rostratus – Nederländska Antillerna och angränsande öar utanför norra kusten av Venezuela
  - Mimus gilvus tolimensis – södra Nicaragua söderut till västra Ecuador och centrala Colombia; har vidgat sitt utbredningsområde åt både norr och söder ut ur Colombia sedan 1990-talet
  - Mimus gilvus melanopterus – kustnära norra Colombia till Venezuela, Guyana och nordligaste Brasilien
  - Mimus gilvus gilvus – Franska Guyana och Surinam
  - Mimus gilvus antelius – östra Brasilien (Pará till Rio de Janeiro)
- Mimus gilvus magnirostris – San Andrés (västra Karibiska havet)

## Levnadssätt
Tropikhärmtrasten är vanlig fågel i öppna och halvöppna låglänta tropiska områden. Den ses ofta sitta väl synligt på telefontrådar och exponerade grenar.

## Status och hot
Arten har ett stort utbredningsområde och en stor population, och tros öka i antal. Utifrån dessa kriterier kategoriserar IUCN arten som livskraftig (LC). Beståndet uppskattas till i storleksordningen en halv till fem miljoner vuxna individer.

## Namn
Fågeln kallades tidigare tropisk härmtrast på svenska.

## Bilder

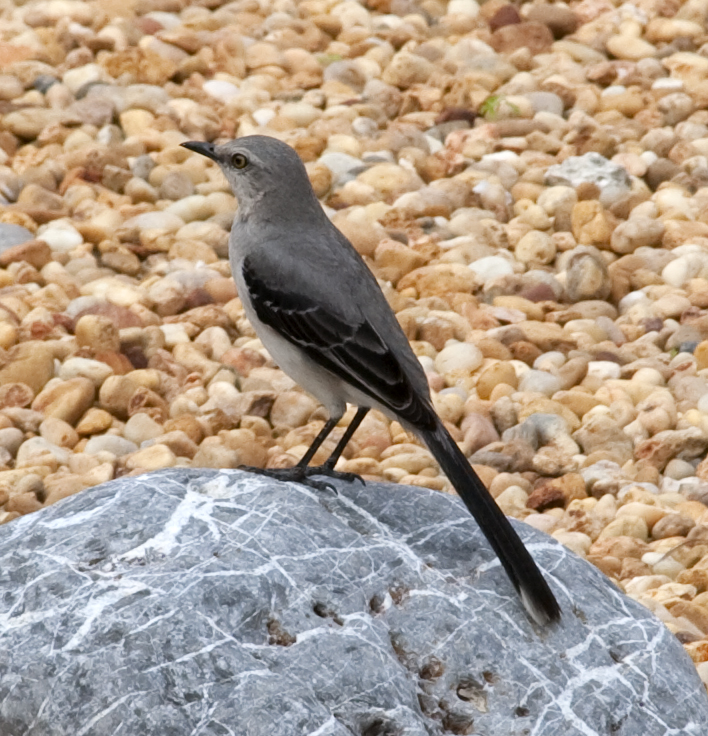
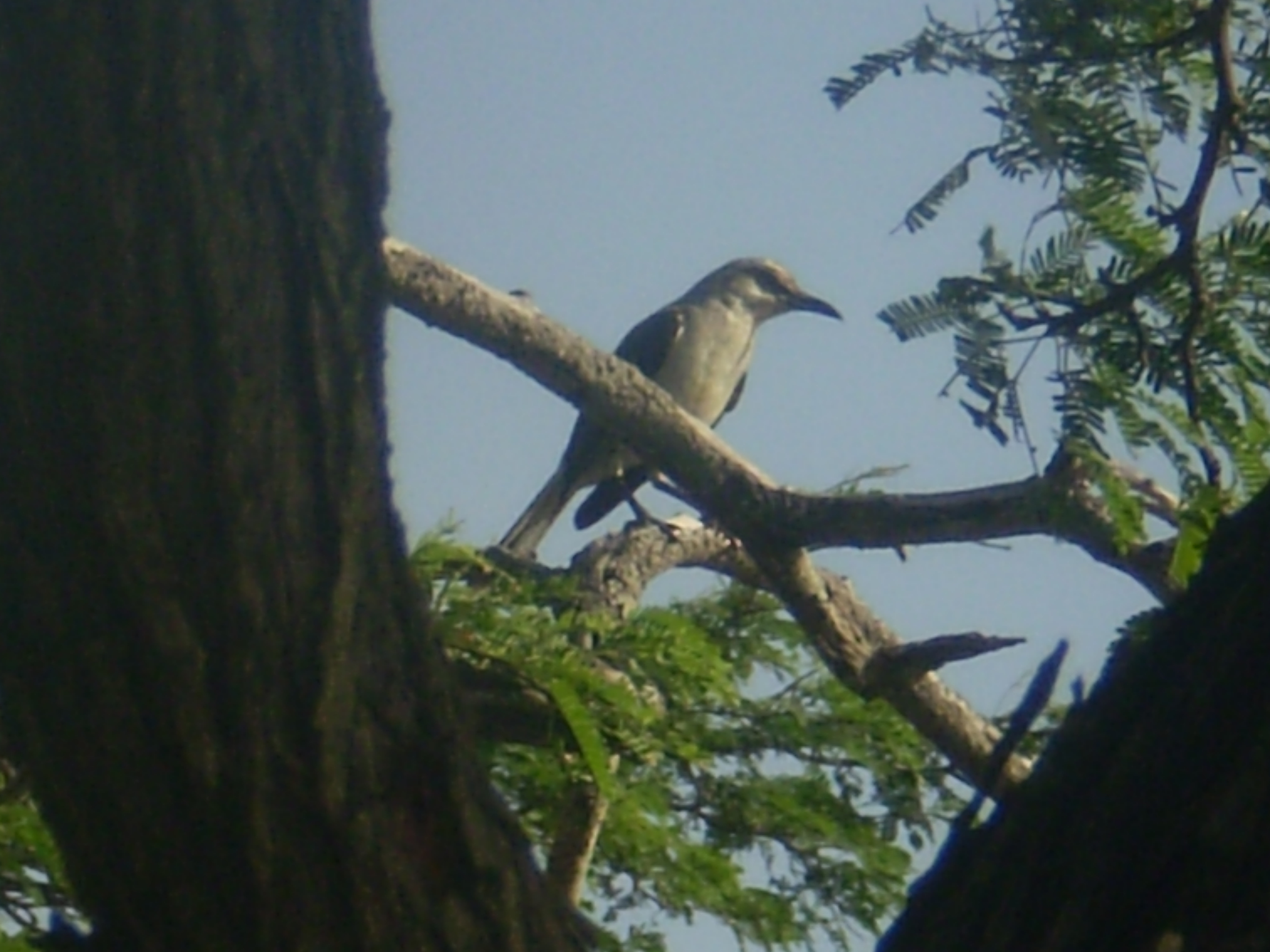
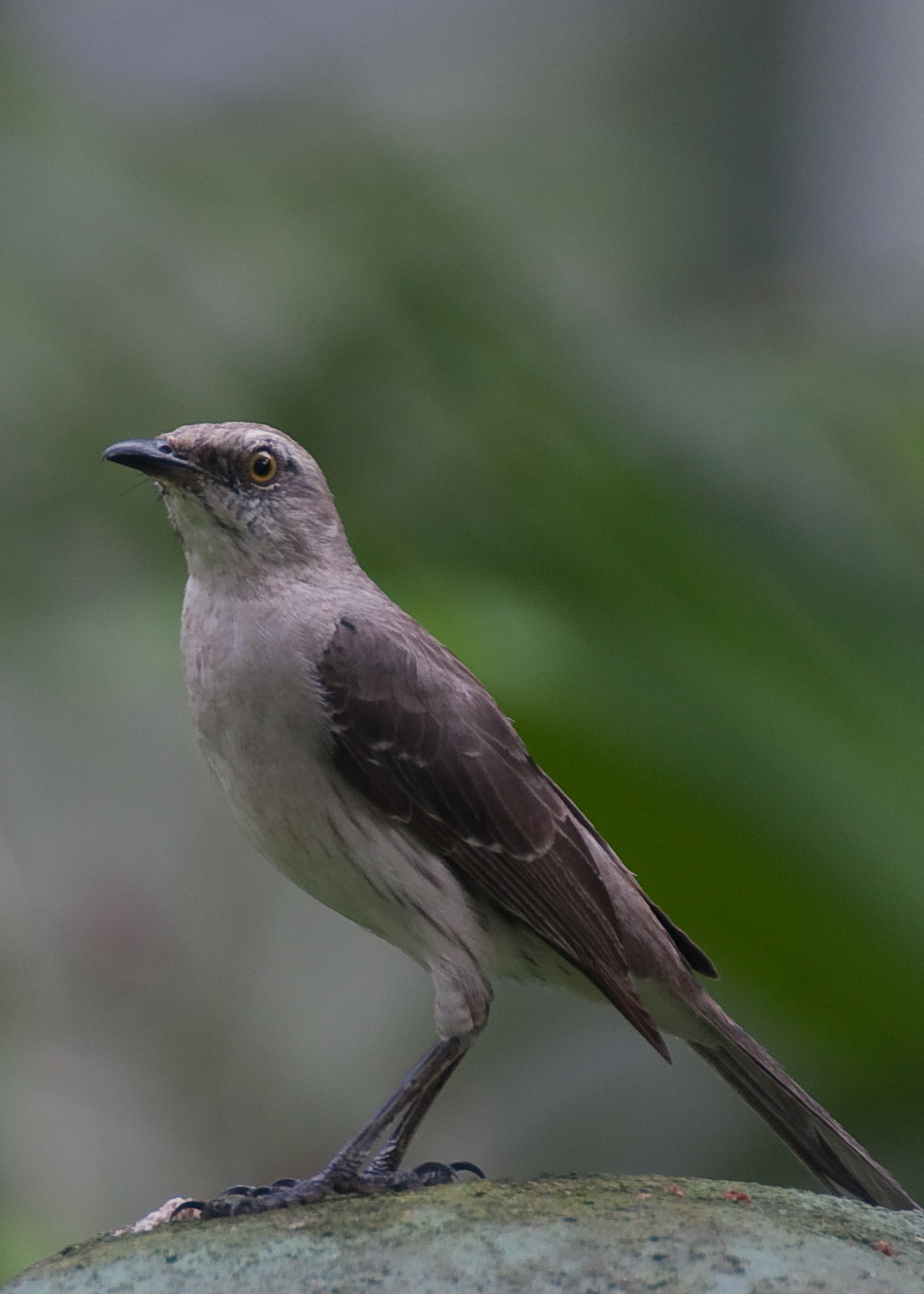
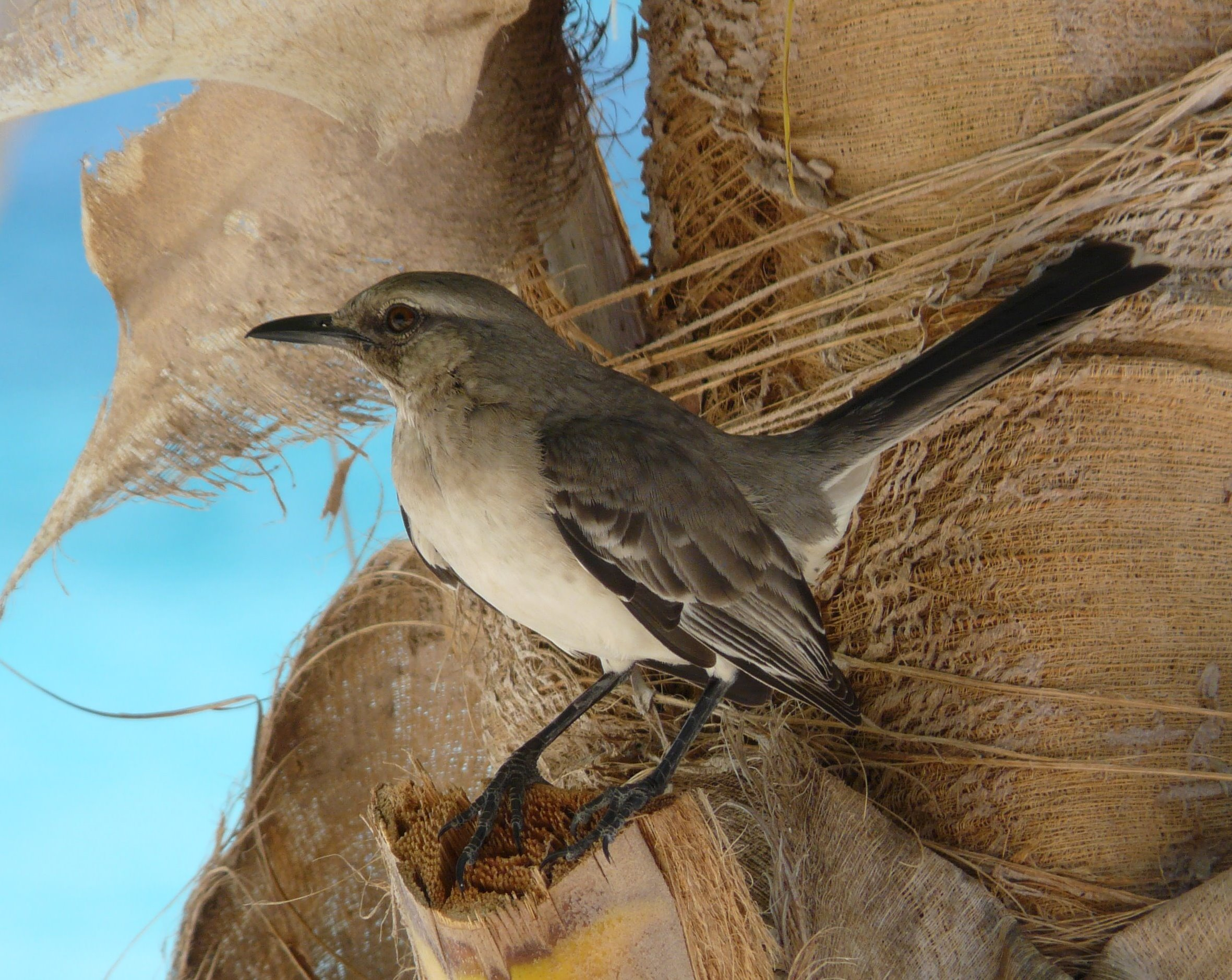